# Берово
Бе́рово (макед. Берово, алб. Berovë/Berova) — город в Северной Македонии, административный центр общины Берово.
Город расположен в историко-географическом регионе Малешево, Берово находится в 161 км к юго-востоку от столицы страны — города Скопье, в 47 км к северо-востоку от города Струмица и в 52 км к юго-востоку от города Кочани.

## Население
Население города по переписи населения проведённой в 2021 году составляло 5850 человек, из них
- македонцев — 6404 человека;
- цыган — 459 человек;
- турок — 91 человек;
- сербов — 14 человек;
- влахов — 6 человек;
- боснийцев — 3 человека;
- жителей других национальностей — 25 человек.

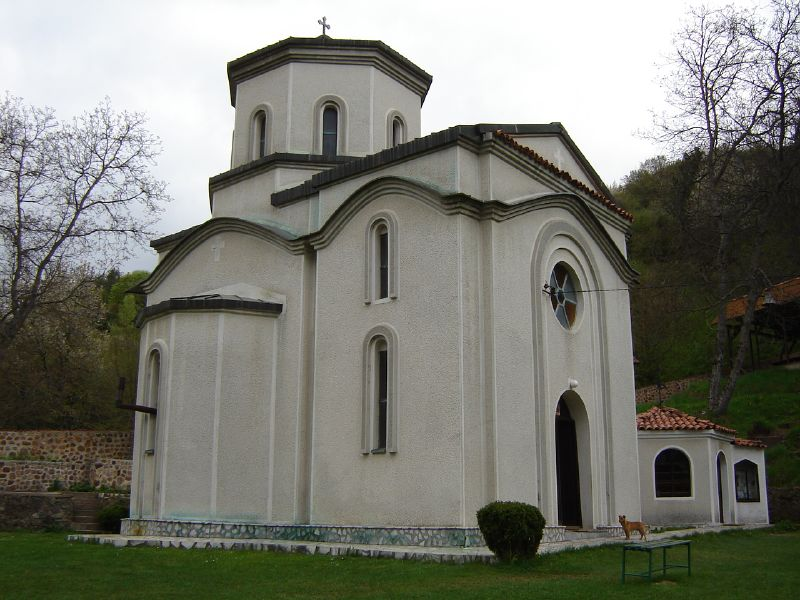
Монастырь в Берово